# Thoracostoma papillosum
Thoracostoma papillosum är en rundmaskart som beskrevs av E. Ditlevsen 1921. Thoracostoma papillosum ingår i släktet Thoracostoma och familjen Leptosomatidae. Inga underarter finns listade i Catalogue of Life.